# Престон Хајтс (Илиноис)
Престон Хајтс (енгл. Preston Heights) насељено је место без административног статуса у америчкој савезној држави Илиноис.

## Демографија
По попису из 2010. године број становника је 2.575, што је 48 (1,9%) становника више него 2000. године.
| Група             | 2000.         | 2010.         |
| Белци             | 741 (29,3%)   | 618 (24,0%)   |
| Афроамериканци    | 1.604 (63,5%) | 1.487 (57,7%) |
| Азијати           | 3 (0,1%)      | 3 (0,1%)      |
| Хиспаноамериканци | 137 (5,4%)    | 390 (15,1%)   |
| Укупно            | 2.527         | 2.575         |